# Jorge Sanjinés
Jorge Sanjinés Aramayo (La Paz, Bolivia, 31 de julio de 1936) es un director y guionista de cine boliviano; director del Grupo Ukamau. Ganador en los Premios ALBA en la categoría de Letras y de las Artes en su segunda edición. Es considerado el cineasta más importante del país, y en 2024 recibió el Cóndor de los Andes en el Grado de Caballero, la más alta distinción que otorga el Estado boliviano.

## Biografía
Jorge Sanjinés nació en la ciudad de La Paz el 31 de julio de 1936. Estudió filosofía en la Universidad Mayor de San Andrés. Sanjinés comenzó en 1954 con trabajos periodísticos en Arequipa, adonde había seguido a su padre, un economista, en el exilio. Ya de joven escribía cuentos, poemas y una novela inédita. En 1957 decidió inscribirse en un curso de cine dictado en Concepción y al final de este realizó un cortometraje. El cortometraje, de 2 minutos de duración, fue musicalizado por Violeta Parra, que entonces residía en esa ciudad. Durante sus estudios en Chile, sus padres no pudieron apoyarlo.
Entre 1958 y 1959, estudió en el Instituto Cinematográfico de la Pontificia Universidad Católica de Chile donde realizó tres cortometrajes: Cobre, El Maguito y La guitarrita.
Retornó a Bolivia en 1961, cuando el país se encontraba, según sus palabras, en una "gran aislamiento cultural". Junto con el guionista Óscar Soria fundó una serie de instituciones dedicadas a la cinematografía. Al año siguiente conforma el Consejo Nacional de Cultura para el Cine y, entre 1965 y 1966, dirigió el Instituto Cinematográfico Boliviano. El general René Barrientos, quien había dado un golpe de Estado en 1964, cerró el Instituto Cinematográfico Boliviano inmediatamente después de su golpe, pero lo reabrió en 1965.
Entre 1962 y 1965 realiza varios cortometrajes: Sueños y realidades (1962), Una jornada difícil (1963) y Revolución (1963), cortometraje de 10 minutos que recibió el Premio Joris Ivens 1964 en Leipzig. Filma también los mediometrajes Un día paulino, y ¡Aysa! (Derrumbe) (1964), la serie de cortos Bolivia avanza, El mariscal Zepita e Inundación (1965).

## Grupo Ukamau
En ese periodo, junto a Óscar Soria se sentaron las bases del grupo cinematográfico que más tarde se conocería como Grupo Ukamau, nombre que toman del primer largometraje del grupo realizado en 1966, que constituyó la primera película hablada en aymara. El estreno de Ukamau tuvo lugar en presencia de las altas esferas del Estado, quienes, sin embargo, no quedaron entusiasmadas con el resultado y lo consideraron un "acto de traición". Desde su perspectiva, esto era comprensible, ya que Sanjinés había presentado un guion falso. La película Ukamau rompió todos los récords de espectadores del país.

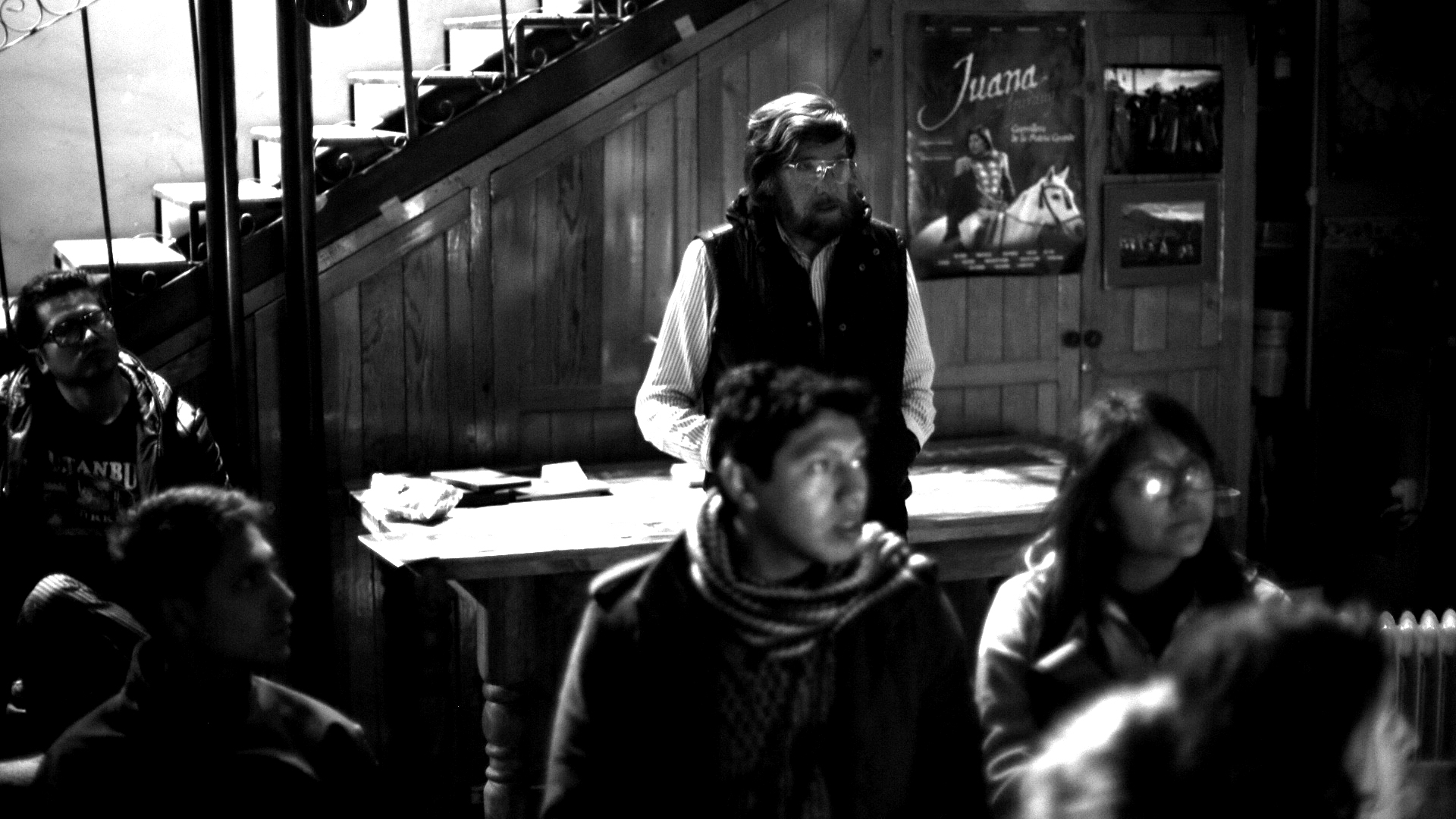
Sanjinés en 2016.

Luego se unieron al grupo Ricardo Rada y Antonio Eguino. El Grupo Ukamau fundó la primera Escuela Fílmica Boliviana en 1961, de la cual, además de catedráticos, Óscar Soria sería director y Jorge Sanjinés subdirector.
El Grupo Ukamau organizó también el Cine Club Boliviano, primera institución de cine-debate en Bolivia que llevó a cabo el Primer Festival Fílmico Boliviano en la Universidad Mayor de San Andrés, en el que se exhibieron varias de las realizaciones cinematográficas bolivianas producidas desde 1948. La escuela de cine fue cerrada por el gobierno, que quería mantener el control sobre la producción cinematográfica.
El grupo Ukamau, del cual formaron parte cineastas como Beatriz Palacios planteaba que el cine propuesto por su grupo se alineaba con lo que revolucionario cine revolucionario, el mismo que se planteaba como antiimperialista, popular y social.
En 1977 Sanjinés realizó ¡Fuera de aquí!, el primer largometraje en que participara la Universidad de los Andes (ULA) de Mérida en coproducción con el grupo Ukamau y la Universidad Central del Ecuador. El film fue rodado en el Ecuador, con intervención de personal del Departamento de Cine de la ULA y editado en Mérida.
Su largometraje La nación clandestina recibió en 1989 la Concha de Oro en el Festival de San Sebastián.

## Filmografía

### Cortometrajes
- El poroto (Chile, 1957)
- Cobre (Chile, 1958)
- La guitarra (Chile, 1959)
- El maguito (Chile, 1959)
- Sueños y realidades (Bolivia, 1962)
- Un día Paulino (Bolivia, 1962)
- Revolución (Bolivia, 1963)
- ¡Aysa! (Derrumbe) (Bolivia, 1965)

### Largometrajes
- Ukamau (Bolivia, 1966)
- Yawar Mallku (Bolivia, 1969)
- El coraje del pueblo (Bolivia, 1971)
- Jatum auka (El enemigo principal) (Perú, 1973)
- ¡Fuera de aquí! (Llocsi caimanta) (Ecuador, Venezuela y Bolivia, 1977)
- Las banderas del amanecer (Bolivia, 1983)
- La nación clandestina (Bolivia, 1989)
- Para recibir el canto de los pájaros (Bolivia, 1995)
- Los hijos del último jardín (Bolivia, 2004)
- Insurgentes (Bolivia, 2012)[11][12]
- Juana Azurduy, Guerrillera de la Patria Grande (Bolivia, 2016)
- Los Viejos Soldados (Bolivia, 2022)

## Premios y distinciones
Festival Internacional de Cine de San Sebastián
| Año  | Categoría                     | Película              | Resultado |
| ---- | ----------------------------- | --------------------- | --------- |
| 1989 | Mejor Película, Concha de Oro | La nación clandestina | Ganador   |

Festival Internacional de Cine de Cannes
| Año  | Categoría                          | Película | Resultado |
| ---- | ---------------------------------- | -------- | --------- |
| 1967 | Semana Internacional de la Crítica | Ukamau   | Nominado  |

Festival Internacional de Cine de Venecia
| Año  | Categoría    | Película     | Resultado |
| ---- | ------------ | ------------ | --------- |
| 1969 | Timón dorado | Yawar Mallku | Ganador   |